# Serie Mundial Amateur de Béisbol de 1951
La XII Serie Mundial Amateur de Béisbol se llevó a cabo en México del 1 de noviembre al 19 de noviembre de 1951.

## Hechos destacados
- En el congreso de la FIBA se reconoció a Cuba como campeón de la edición anterior, anulándose la serie extra entre República Dominicana, Venezuela y Cuba.
- Puerto Rico inició la primera ronda con 3 derrotas consecutivas, consiguiendo después 7 victorias seguidas que le dieron al paso a la ronda final donde obtuvo 3 victorias más y el título de campeón.

## Primera Ronda
Los cuatro primeros equipos clasificaron a la Ronda Final.
| Posición | Equipo               | Ganados | Perdidos |
| -------- | -------------------- | ------- | -------- |
| 1        | Cuba                 | 9       | 1        |
| 2        | Venezuela            | 9       | 1        |
| 3        | Puerto Rico          | 7       | 3        |
| 4        | República Dominicana | 7       | 3        |
| 5        | Nicaragua            | 6       | 4        |
| 6        | Costa Rica           | 5       | 5        |
| 7        | Panamá               | 5       | 5        |
| 8        | Colombia             | 4       | 6        |
| 9        | México               | 2       | 8        |
| 10       | Guatemala            | 1       | 9        |
| 11       | El Salvador          | 0       | 10       |

## Ronda Final
| Posición | Equipo               | Ganados | Perdidos |
| -------- | -------------------- | ------- | -------- |
| 1        | Puerto Rico          | 3       | 0        |
| 2        | Venezuela            | 2       | 1        |
| 3        | Cuba                 | 1       | 2        |
| 4        | República Dominicana | 0       | 3        |

| Puerto Rico         |
| Campeón Puerto Rico |
| Puerto Rico título  |

## Clasificación Final
| Posición | Equipo               | Ganados | Perdidos |
| -------- | -------------------- | ------- | -------- |
| 1        | Puerto Rico          | 10      | 3        |
| 2        | Venezuela            | 11      | 2        |
| 3        | Cuba                 | 10      | 3        |
| 4        | República Dominicana | 7       | 6        |
| 5        | Nicaragua            | 6       | 4        |
| 6        | Costa Rica           | 5       | 5        |
| 7        | Panamá               | 5       | 5        |
| 8        | Colombia             | 4       | 6        |
| 9        | México               | 2       | 8        |
| 10       | Guatemala            | 1       | 9        |
| 11       | El Salvador          | 0       | 10       |